# RTS-Monton Racing Team

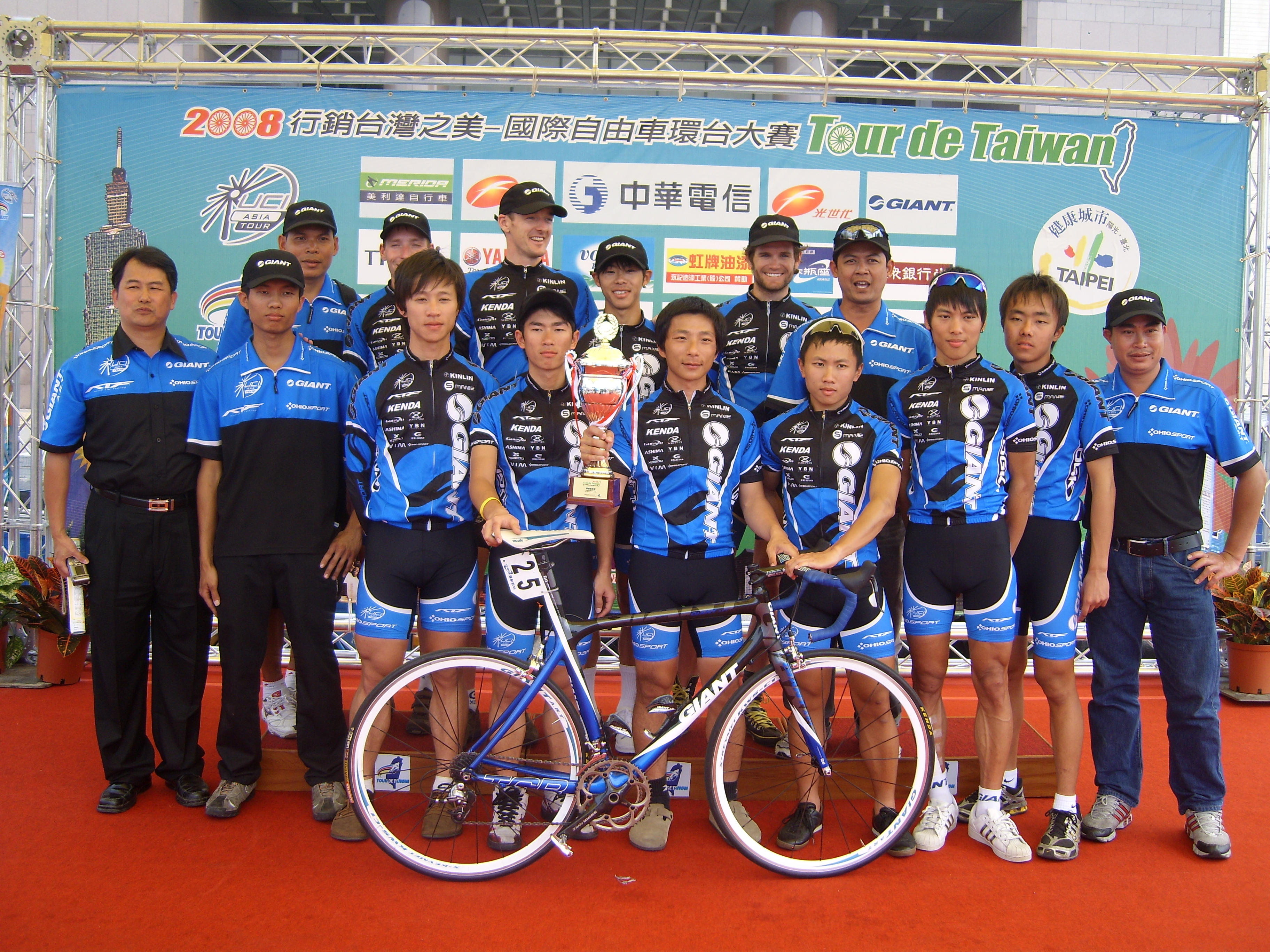
L'equip al Tour de Taiwan de 2008

L'equip RTS-Monton Racing Team (codi UCI: RTS), conegut anteriorment com a Giant Asia Racing Team, és un equip ciclista professional taiwanès, de categoria continental. A partir de 2005 va començar a competir als circuits continentals de ciclisme, especialment a l'UCI Àsia Tour del qual ha guanyat diverses edicions.

## Principals resultats
- Volta a Okinawa: Paul Redenbach (2002)
- Perlis Open: Jamsran Ulzii-Orshikh (2002)
- Tour de Corea: Tang Xuezhong (2002), Glen Chadwick (2003), David McCann (2005), Tobias Erler (2006)
- Tour de l'Azerbaidjan: Ahad Kazemi (2003), Ghader Mizbani (2005, 2006), Hossein Askari (2007)
- Dwars door het Hageland: Gordon McCauley (2003)
- Tour de Taiwan: Ghader Mizbani (2003), Ahad Kazemi (2005), David McCann (2010)
- Volta a Turquia: Ahad Kazemi (2004), Ghader Mizbani (2006)
- FBD Insurance Rás: David McCann (2004)
- Kerman Tour: Hossein Askari (2005), Ghader Mizbani (2006)
- Milad De Nour Tour: David McCann (2005), Ghader Mizbani (2006, 2007)
- Volta a Indonèsia: Hossein Askari (2005), David McCann (2006)
- Tour de Java oriental: Ahad Kazemi (2005), Ghader Mizbani (2006)
- Tour de Siam: Jai Crawford (2007)
- Tour de Tailàndia: Ahad Kazemi (2007), Alex Coutts (2008)
- Tour de les Filipines: David McCann (2010)
- Melaka Governor Cup: David McCann (2010)
- Jelajah Malaysia: David McCann (2010)
- Volta a la Xina: Muradjan Khalmuratov (2011), Borís Xpilévski (2014)
- Tour de Fuzhou: Rahim Emami (2013)

### A les grans voltes
- Giro d'Itàlia
  - 0 participacions
- Tour de França
  - 0 participacions
- Volta a Espanya
  - 0 participacions

## Classificacions UCI
Fins al 1998 els equips ciclistes es trobaven classificats dins l'UCI en una única categoria. El 1999 la classificació UCI per equips es dividí entre GSI, GSII i GSIII. D'acord amb aquesta classificació els Grups Esportius I són la primera categoria dels equips ciclistes professionals. La següent classificació estableix la posició de l'equip en finalitzar la temporada.
| Temporada | Classificació per equips | Millor ciclista en la classificació individual |
| --------- | ------------------------ | ---------------------------------------------- |
| 2002      | 13è (GSIII)              | Jamsran Ulzii-Orshikh (732è)                   |
| 2003      | 13è (GSIII)              | Glen Chadwick (640è)                           |
| 2004      | 19è (GSIII)              | David McCann (354è)                            |

A partir del 2005, l'equip participa en els Circuits continentals de ciclisme. La taula presenta les classificacions de l'equip al circuit, així com el millor ciclista individual.
UCI Amèrica Tour
| Temporada | Classificació per equips | Millor ciclista en la classificació individual |
| --------- | ------------------------ | ---------------------------------------------- |
| 2015      | 45è                      | Mario Alberto Rojas (270è)                     |
| 2016      | 24è                      | Mauricio Ortega (81è)                          |

UCI Àsia Tour
| Temporada | Classificació per equips | Millor ciclista en la classificació individual |
| --------- | ------------------------ | ---------------------------------------------- |
| 2005      | 1r                       | Hossein Askari (4t)                            |
| 2006      | 1r                       | Ghader Mizbani (1r)                            |
| 2007      | 1r                       | Hossein Askari (1r)                            |
| 2008      | 7è                       | Erik Hoffmann (21è)                            |
| 2010      | 3r                       | David McCann (4t)                              |
| 2011      | 3r                       | Muradian Khalmuratov (2n)                      |
| 2012      | 64è                      | David McCann (274è)                            |
| 2013      | 9è                       | Muradian Khalmuratov (9è)                      |
| 2014      | 4t                       | Borís Xpilévski (2n)                           |
| 2015      | 6è                       | Hossein Alizadeh (11è)                         |
| 2016      | 32è                      | Mauricio Ortega (104è)                         |
| 2017      | 8è                       | Mauricio Ortega (1r)                           |

UCI Europa Tour
| Temporada | Classificació per equips | Millor ciclista en la classificació individual |
| --------- | ------------------------ | ---------------------------------------------- |
| 2005      | 98è                      | Davide Bragazzi (562è)                         |
| 2006      | 76è                      | Ghader Mizbani (246è)                          |
| 2007      | 99è                      | Hossein Askari (484è)                          |
| 2008      | 110è                     | David McCann (556è)                            |
| 2010      | 97è                      | Eugen Wacker (457è)                            |
| 2011      | 98è                      | David McCann (511è)                            |
| 2012      | 112è                     | Martyn Irvine (605è)                           |
| 2013      | 120è                     | Borís Xpilévski (899è)                         |
| 2014      | 125è                     | Ivan Kovaliov (1057è)                          |
| 2017      | 109è                     | Polychronis Tzortzakis (571è)                  |

UCI Oceania Tour
| Temporada | Classificació per equips | Millor ciclista en la classificació individual |
| --------- | ------------------------ | ---------------------------------------------- |
| 2006      | 8è                       | David McCann (9è)                              |
| 2007      | 22è                      | Hossein Askari (62è)                           |
| 2017      | 18è                      | Luke Mudgway (74è)                             |